# 瓦雷纳路

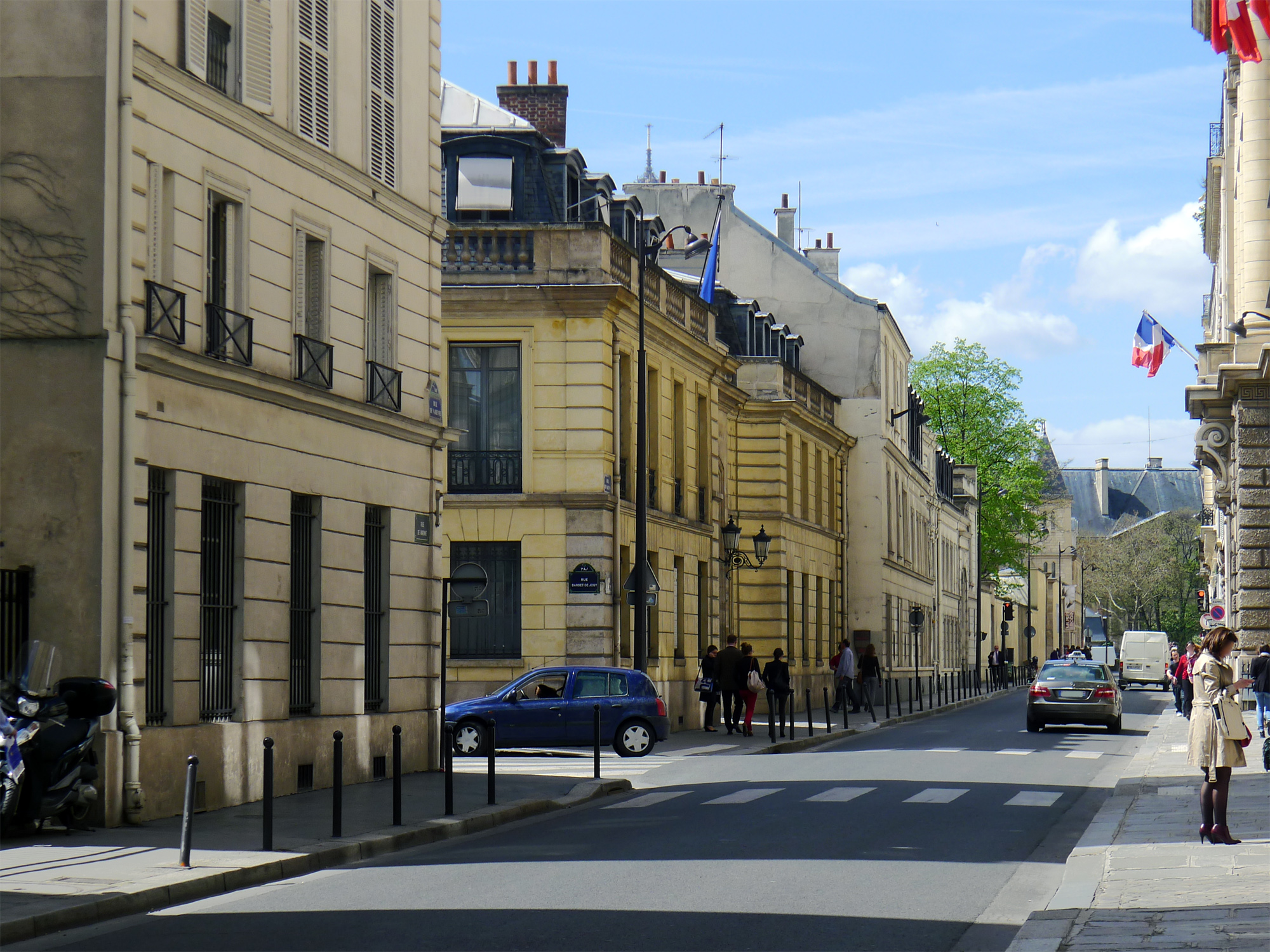

瓦雷纳路（法語：Rue de Varenne）是巴黎第七区的一条街道。
瓦雷纳路长930米，宽10米。始于rue de la Chaise 14号，穿过拉斯帕伊大道（Boulevard Raspail），止于荣军院大道（Boulevard des Invalides）17号。